# May Östberg
May Wilhelmina Östberg, född 26 maj 1907 i Gävle, död 3 januari 1966 i sin ateljé vid Södra Skeppsbron i Gävle, var en svensk målare, grafiker och tecknare.
Hon var dotter till klockaren Karl-August Östberg och Hulda Liljeholm. Östberg sysslade i många år med porslinsmålning innan hon gick över till sitt bildskapande. Hon kom omkring 1940 via Brynäsgruppen in på bildkonsten och studerade målning för Nils Breitholtz vid kurser i Strömsbro och vid Otte Skölds målarskola i Stockholm 1944 och en tid vid Académie Julian i Paris 1951. Hon gjorde även studieresor till Grekland och Lofoten under 1960-talet. Efter sin första separatutställning 1950 på Gävle museum ställde hon ut separat nästan årligen på galleri Svarta Katten i Gamla Gefle. Tillsammans med Gunvor Andersson ställde hon ut i Västerås och hon medverkade i utställningar arrangerade av Brynäsgruppen, Gävleborgs läns konstförening, Gävleborgsgruppen och Föreningen Gävle Grafiker. Hon var representerad vid utställningen Sex gävleborgskonstnärer på De ungas salong i Stockholm 1953 och 8 gävleborgare i Göteborg. En minnesutställning med hennes konst visades 1966 i Gävle. Hon var en av initiativtagarna till bildandet av föreningen Gävle Grafiker. Bland hennes offentliga arbeten märks en lapptäcksliknade ridå för biografen Spegeln i Gävle. Hon tilldelades Konstnärsgillets stipendium 1960. I sin ateljé med utsikt över ån och hamnkvarteren skapade hon lågmälda målningar i dova färger och grafiska blad med utsökta mönster. Östberg är representerad vid Gävle museum och Katrineholm kommun. Hon är begravd på Gamla kyrkogården i Gävle.